# Badminton bei den Special Olympics World Summer Games 2015
Bei den Special Olympics World Summer Games 2015 wurden im Juli 2015 in Los Angeles 62 Badmintonwettbewerbe ausgetragen.

## Sieger
| Disziplin                       | Starter                                                             | Land                         |
| ------------------------------- | ------------------------------------------------------------------- | ---------------------------- |
| Herrendoppel Division 1         | Daan De Hauwere Gert Vanbrabant                                     | Belgien                      |
| Herrendoppel Division 2         | Gregorio Lomuscio Savino Percoco                                    | Italien                      |
| Herrendoppel Division 3         | Soufiane Bouayad Rachid R'hili                                      | Marokko                      |
| Herrendoppel Division 4         | Rezwanul Md Haque Mohammad Abdul Kader Soron                        | Bangladesch                  |
| Herrendoppel Division 5         | Muhammad Haidil Bin Ismail Muhammad Adrianshaz Bin Muhammad Adillah | Singapur                     |
| Herrendoppel Division 6         | Dhimas Prasetyo Indra Prayudi                                       | Indonesien                   |
| Damendoppel Division 1          | Cheong Im Ha Wong Si Nga                                            | Macau                        |
| Damendoppel Division 2          | Adebola M. Adeniran Winner E. David                                 | Nigeria                      |
| Damendoppel Division 3          | Chang Hsin-ying Tseng Yu-chien                                      | Chinesisch Taipeh            |
| Damendoppel Division 4          | A. Gurvir Kaur Kullayamma Manthri                                   | Indien                       |
| Damendoppel Division 5          | Kim Hye-jung Park Mi-seon                                           | Südkorea                     |
| Mixed Division 1                | Brian Hooper Amy Quinn                                              | Irland                       |
| Mixed Division 2                | Gert Vanbrabant Elien van Nyen                                      | Belgien                      |
| Mixed Division 3                | Jeffrey Olu-Imaferame Winner E. David                               | Nigeria                      |
| Mixed Division 4                | Adebola M. Adeniran Rasaq Murainas                                  | Nigeria                      |
| Mixed Division 5                | Jung Jin-ho Kim Hye-jung                                            | Südkorea                     |
| Mixed Division 6                | Georgios Pylarinos Kilda Basha                                      | Griechenland                 |
| Mixed Division 7                | Chung Lam Hing Leung Yiu Wa                                         | Hongkong                     |
| Mixed Division 8                | Cheung King Fung Wong Yu Lam                                        | Hongkong                     |
| Mixed Division 9                | Jahanzaib Iqbal Ume Salma Tayyab                                    | Nigeria                      |
| Mixed Division 10               | Gergo Peter Karoly Virginia Agnes Purcel                            | Ungarn                       |
| Mixed Division 11               | Zoltan Gabor Simko Judit Demeter                                    | Ungarn                       |
| Mixed Division 12               | ZDhimas Prasetyo Ika Damayanti                                      | Indonesien                   |
| Herreneinzel Division 1         | Hassan A. Albalooshi                                                | Vereinigte Arabische Emirate |
| Herreneinzel Division 2         | Filbert A. Canete                                                   | Philippinen                  |
| Herreneinzel Division 3         | Lloyd Crawley                                                       | Vereinigtes Königreich       |
| Herreneinzel Division 4         | Tam Man Hou                                                         | Macau                        |
| Herreneinzel Division 5         | Jeffrey Olu-Imaferame                                               | Nigeria                      |
| Herreneinzel Division 6         | Rachid R'hili                                                       | Marokko                      |
| Herreneinzel Division 7         | Gregorio Lomuscio                                                   | Italien                      |
| Herreneinzel Division 8         | Rasaq Muraina                                                       | Nigeria                      |
| Herreneinzel Division 9         | Leung Yiu Wa                                                        | Hongkong                     |
| Herreneinzel Division 10        | Balakrishna Nallabothu                                              | Indien                       |
| Herreneinzel Division 11        | Obaida Amam                                                         | Syrien                       |
| Herreneinzel Division 12        | Sachin Sharma                                                       | Indien                       |
| Herreneinzel Division 13        | Mohammad Abdul Kader Soron                                          | Bangladesch                  |
| Herreneinzel Division 14        | Igor Zhimotin                                                       | Russland                     |
| Herreneinzel Division 15        | Rezwanul Md Haque                                                   | Bangladesch                  |
| Herreneinzel Division 16        | Natthiwut Anusatsananan                                             | Thailand                     |
| Herreneinzel Division 17        | Jahanzaib Iqbal                                                     | Pakistan                     |
| Herreneinzel Division 18        | Indra Prayudi                                                       | Indonesien                   |
| Herreneinzel Division 19        | Jeremiah Werleman                                                   | Aruba                        |
| Herreneinzel Division 20        | Dhimas Prasetyo                                                     | Indonesien                   |
| Dameneinzel Division 1          | Zakeya A. Almaazmi                                                  | Vereinigte Arabische Emirate |
| Dameneinzel Division 2          | Adebola M. Adeniran                                                 | Nigeria                      |
| Dameneinzel Division 3          | A. Gurvir Kaur                                                      | Indien                       |
| Dameneinzel Division 4          | Ika Damayanti                                                       | Indonesien                   |
| Dameneinzel Division 5          | Ume SalmaTayyab                                                     | Pakistan                     |
| Dameneinzel Division 6          | Marta De Paz                                                        | Spanien                      |
| Dameneinzel Division 7          | Winner E. David                                                     | Nigeria                      |
| Dameneinzel Division 8          | Nasiba Minazarova                                                   | Usbekistan                   |
| Dameneinzel Division 9          | Rie Pilgaard                                                        | Dänemark                     |
| Dameneinzel Division 10         | Rachma Handayani                                                    | Indonesien                   |
| Dameneinzel Division 11         | Virginia Agnes Purcel                                               | Ungarn                       |
| Dameneinzel Division 12         | Marta Witczak                                                       | Polen                        |
| Dameneinzel Division 13         | Judit Demeter                                                       | Ungarn                       |
| Dameneinzel Division 14         | Zulfiyya Mammadova                                                  | Aserbaidschan                |
| Dameneinzel Division 15         | Park Mi-seon                                                        | Südkorea                     |
| Herrendoppel Unified Division 1 | Leung Yiu Wa Tsoi Tsun Hin                                          | Hongkong                     |
| Herrendoppel Unified Division 2 | Ahsun Habib Parash Mohammad Abdul Kader Soron                       | Bangladesch                  |
| Damendoppel Unified Division 1  | Lilianni Salgado Darianny Urtado                                    | Kuba                         |
| Damendoppel Unified Division 2  | Wong Wing Hang Wong Yu Lam                                          | Hongkong                     |